# Bobby Deol
Vijay Singh Deol (pendżabski: ਿਵਜੈ ਿਸੰਘ ਿਦੳਲ, hindi:िवजय िसह देओल, urdu: وِجے سِںہ دِیول, urodz. 27 stycznia 1969 w Mumbaju, Maharasztra) znany jako Bobby Deol, to indyjski aktor, należący do sławnej w Bollywood rodziny Deolów. Jego ojcem jest znany w Indiach aktor Dharmendra, a  matką Prakash Kaur, jego starszy brat to aktor Sunny Deol, a przyrodnia siostra, córka drugiej żony ojca, aktorki Hema Malini to też aktorka – Esha Deol. Żoną Bobby Deola jest Tanya Ahuja, mają dwóch synów (Aryaman urodzony w 2001 i Dharam w 2005 roku). Z wyznania jest sikhem.
Za swój debiut w 1995 w filmie Barsaat (1995) dostał Nagrodę Filmfare za Najlepszy Debiut.

## Filmografia
| Rok  | Film                                  | Rola                            | Uwagi                                                |
| ---- | ------------------------------------- | ------------------------------- | ---------------------------------------------------- |
| 1977 | Dharam Veer                           | młody Dharam                    | jako dziecko                                         |
| 1995 | Barsaat (1995)                        | Badal                           | Nagroda Filmfare za Najlepszy Debiut                 |
| 1997 | Gupt: The Hidden Truth                | Sahil Sinha                     |                                                      |
| 1997 | Aur Pyaar Ho Gaya                     | Bobby Oberoi                    |                                                      |
| 1998 | Kareeb                                | Brij 'Birju' Kumar              |                                                      |
| 1998 | Soldier (film)                        | Vicky/Raju Malhotra             |                                                      |
| 1999 | Dillagi                               | Rajvir                          |                                                      |
| 2000 | Badal                                 | Raja/Badal                      |                                                      |
| 2000 | Hum To Mohabbat Karega                | Rajiv Bhatnagar                 |                                                      |
| 2000 | Bichhoo                               | Jeeva                           |                                                      |
| 2001 | Aashiq                                | Chander Kapoor                  |                                                      |
| 2001 | Ajnabee                               | Raj Malhotra                    |                                                      |
| 2002 | Kranti                                | Abhay Pratap Singh              |                                                      |
| 2002 | 23rd March 1931: Shaheed              | Bhagat Singh                    |                                                      |
| 2002 | Humraaz                               | Raj Singhania                   | nominacja do Nagroda Filmfare dla Najlepszego Aktora |
| 2002 | Chor Machaaye Shor                    | Shyam Singh/Inspektor Ram Singh |                                                      |
| 2004 | Kismat                                | Tony                            |                                                      |
| 2004 | Bardaasht                             | Aditya Shrivastav               |                                                      |
| 2004 | Ab Tumhare Hawale Watan Saathiyo      | Kunaljit Singh/Vikramjeet Singh |                                                      |
| 2005 | Jurm                                  | Avinash Malhotra                |                                                      |
| 2005 | Tango Charlie                         | Sepoy Tarun Chauhan             |                                                      |
| 2005 | Nalayak                               |                                 | gościnnie                                            |
| 2005 | Deszcz                                | Araav                           |                                                      |
| 2005 | Przyjaźń na zawsze                    | Karan                           |                                                      |
| 2006 | Humko Tumse Pyaar Hai                 | Raj                             |                                                      |
| 2006 | Alag                                  |                                 | gościnnie w piosence Sabse Alag                      |
| 2007 | Shakalaka Boom Boom                   | A.J.                            |                                                      |
| 2007 | Tańcz, dziecinko, tańcz!              | Steve Singh/Satvinder Singh     |                                                      |
| 2007 | Apne                                  | Karan Singh Choudhary           |                                                      |
| 2007 | Naqaab                                | Karan Khanna                    |                                                      |
| 2007 | Nanhe Jaisalmer                       | Bobby Deol                      |                                                      |
| 2007 | Om Shanti Om                          | gościnnie                       |                                                      |
| 2008 | Ek – The Power of One                 | Ashutosh                        | w produkcji                                          |
| 2008 | Airport                               |                                 |                                                      |
| 2008 | Heroes                                |                                 | w produkcji                                          |
| 2008 | To właśnie przyjaźń (Dostana)         | Abhimanyu Singh                 |                                                      |
| 2008 | bez tytułu - Tarun Mansukhani Projekt |                                 | gościnnie                                            |
| 2009 | Hindustan Hamara                      | Raj                             |                                                      |